# El Aguacate (Primera Manzana)
El Aguacate är en ort i Mexiko.   Den ligger i kommunen Tuxpan och delstaten Michoacán de Ocampo, i den södra delen av landet, 150 km väster om huvudstaden Mexico City. El Aguacate ligger 1 790 meter över havet och antalet invånare är 224.
Terrängen runt El Aguacate är huvudsakligen kuperad, men norrut är den bergig. El Aguacate ligger nere i en dal. Runt El Aguacate är det ganska tätbefolkat, med 116 invånare per kvadratkilometer. Närmaste större samhälle är Ciudad Hidalgo, 15,6 km norr om El Aguacate. Omgivningarna runt El Aguacate är en mosaik av jordbruksmark och naturlig växtlighet.